# Kraska, Ratne
Kraska (în ucraineană Краска) este un sat în comuna Zdomîșel din raionul Ratne, regiunea Volînia, Ucraina.

## Demografie
Componența lingvistică a localității Kraska
     Ucraineană (100%)
Conform recensământului din 2001, toată populația localității Kraska era vorbitoare de ucraineană (100%).